# Аджинджал, Шалодиа Мадзарович
Шалодиа Мадзарович Аджинджал (абх. Шалодиа Мадзар-ипа Аджинджал; 1 августа 1932, село Пакуаш, Очамчырский район, Абхазская АССР, Грузинская ССР, СССР — 31 августа 2015, Сухум, Абхазия) — абхазский писатель, драматург, киносценарист, журналист, государственный деятель, народный писатель Абхазии (2012).

## Биография
В 1951—1954 гг. работал шахтёром на Ткуарчалской шахте. В 1959 г. окончил исторический факультет Сухумского государственного педагогического института. В 1959 г. становится заместителем редактора Очамчирской районной газеты «Акоммунизм ахь», затем — преподаватель в Гагрской школе-интернате.
- 1962—1964 гг. — литературный сотрудник газеты «Аԥсны ҟаԥшь»,
- 1967—1971 гг. — директор Художественного фонда Абхазии,
- 1971—1976 гг. — заведующий отделом газеты «Аԥсны ҟаԥшь»,
- 1976—1978 гг. — заведующий отделом промышленности Абхазского областного комитета КПСС,
- 1978—1983 гг. — директор государственного издательства «Алашара»,
- 1983—1991 гг. — председатель комитета по печати при Совете Министров Абхазской АССР.

Избирался депутатом Верховного Совета Абхазской АССР. Член Союза писателей СССР, России и Абхазии. Член Союза журналистов Абхазии.

## Литературное творчество
Автор сценариев кинокартин: «В ночь на новолуние» («Мосфильм», 1978), «Колокол священной кузни» ("Мосфильм, 1982) и пьес: «Голос родника» (1981); «Белый портфель» (1984); «Четвертое марта» (Абхазский государственный драматический театр им. С. Я. Чанба), «Моя роль» (Сухумский грузинский драматический театр, 1987); «Взятка» (Даргинский государственный драматический театр, Махачкала, 1988); «Главная роль» (Белоруссия, Гродненский областной театр, 1989).
В сатирических рассказах 1960-х гг. («Повестка», «Зять», «Бырдух») поднимал злободневные темы, характерные для общества того времени. Повесть «Агәахәтәы» была посвящена шахтёрскому труду, роман «Шрам» рассказывал о жизни в республике в 1930-х гг. Среди других произведений:: «В ночь на новолунье» (1977), «Судьба» (1980), роман «Дьявол с мечом» о годах сталинских репрессий. Роман «Танец волков» (2002) посвящен событиям грузино-абхазской войны (1992—1993).
Основные произведения:
- «Желание». (Повести и рассказы). Сухум, 1960 (абх. яз.),
- «Шрам». (Роман. 1-я книга). Сухуми, 1965 (абх. яз.),
- «Хырбза-Курбза». (Сатир. сб.). Сухуми. 1967 (абх. яз.),
- «Шрам». (Роман. 2-я книга). Сухуми, 1973 (абх. яз.),
- «В ночь на новолуние». Сухуми, 1977 (абх. яз.),
- «Корни». Сухуми, 1978,
- «Судьба». (Повести и рассказы). Сухуми, 1980 (абх. яз.),
- «Избранное». Сухуми. 1982 (абх. яз.),
- «На обрыве». М., 1984,
- «Белый портфель». Сухуми, 1985,
- «Дьявол с мечом». (Роман). Сухуми, 1987 (абх. яз.),
- «Моя роль». София, 1988 (на болгарском яз.),
- «Калиф на час». Сухум, 1997,
- «Слыхали, что случилось?». Сухум, 2001 (абх. яз.),
- «Танец волков». Сухум, 2002 (абх. яз.),
- «Сочинения в трёх томах». Том первый. (Романы). Сухум, 2007 (абх. яз.); Том второй. (Повести. Сценарий). Сухум, 2008 (абх. яз.); Том третий. (Повести. Рассказы. Памфлеты. Пьесы). Сухум, 2008 (абх. яз.).

## Экранизации
- 1977 — В ночь на новолуние — по одноимённому роману

## Награды и звания
Награждён орденом «Знак Почёта», орденом «Ахьдз-Апша» II степени.
Народный писатель Абхазии (2012). Лауреат Государственной премии Абзахской АССР им. Д. И. Гулиа (1983). Заслуженный работник культуры Абхазской АССР (1984).